# Jan Kanty Dunin Wąsowicz
Jan Kanty Dunin Wąsowicz herbu Łabędź (ur. 20 października 1729, zm. 29 marca 1827 w Dębinach) – wojskowy, urzędnik ziemski.

## Życiorys
Urodził się 20 października 1729. Był synem Hiacyntego (starosta drohomyślski) i Konstancji z domu Bukowieckiej (podczaszanka nowogrodzka).
W młodości służył w wojsku w chorągwi pancernej w Sanoku. W tym miejscu udzielał się też w innej działalności zyskując szacunek ludności. Był pełnomocnikiem ziemi sanockiej na trybunał skarbowy radomski. Później, związany przyjaźnią z miecznikiem koronnym Franciszkiem Lubomirskim, został jego pełnomocnikiem. W tym czasie mieszkał w Barze na ziemi podlaskiej. Po śmierci księcia osiadł na rodzimej ziemi sandomierskiej. Tam był generałem adiutantem przy boku króla Stanisława Augusta Poniatowskiego, łowczym ziemi stężyckiej w latach 1771-1793. W 1790 był członkiem Komisji Porządkowej Cywilno-Wojskowej województwa sandomierskiego dla powiatu radomskiego. Wielokrotnie występował jako superarbiter. Udzielał się też jako sędzia pokoju. 
Został odznaczony Orderem Świętego Stanisława przez Stanisława Augusta Poniatowskiego
Pełnił funkcję konsyliarza województwa sandomierskiego w konfederacji targowickiej.
Zmarł 29 marca 1827 w Dębinach w powiecie opoczyńskim. Był żonaty z Heleną z domu Kietlińską herbu Odrowąż.